# 马蒂村站
马蒂村地铁站（芬蘭語：Matinkylän metroasema），是芬兰赫爾辛基地鐵西线地铁延展线上的地下车站。该站位于大苹果购物中心的南端。2022年12月3日西线地铁第二阶段马蒂村站到石湾站开通。该站平时乘客流量达每天三万人次。该站位于芬诺站东边1.6公里、草地丘站西边1.9公里处。

## 图集

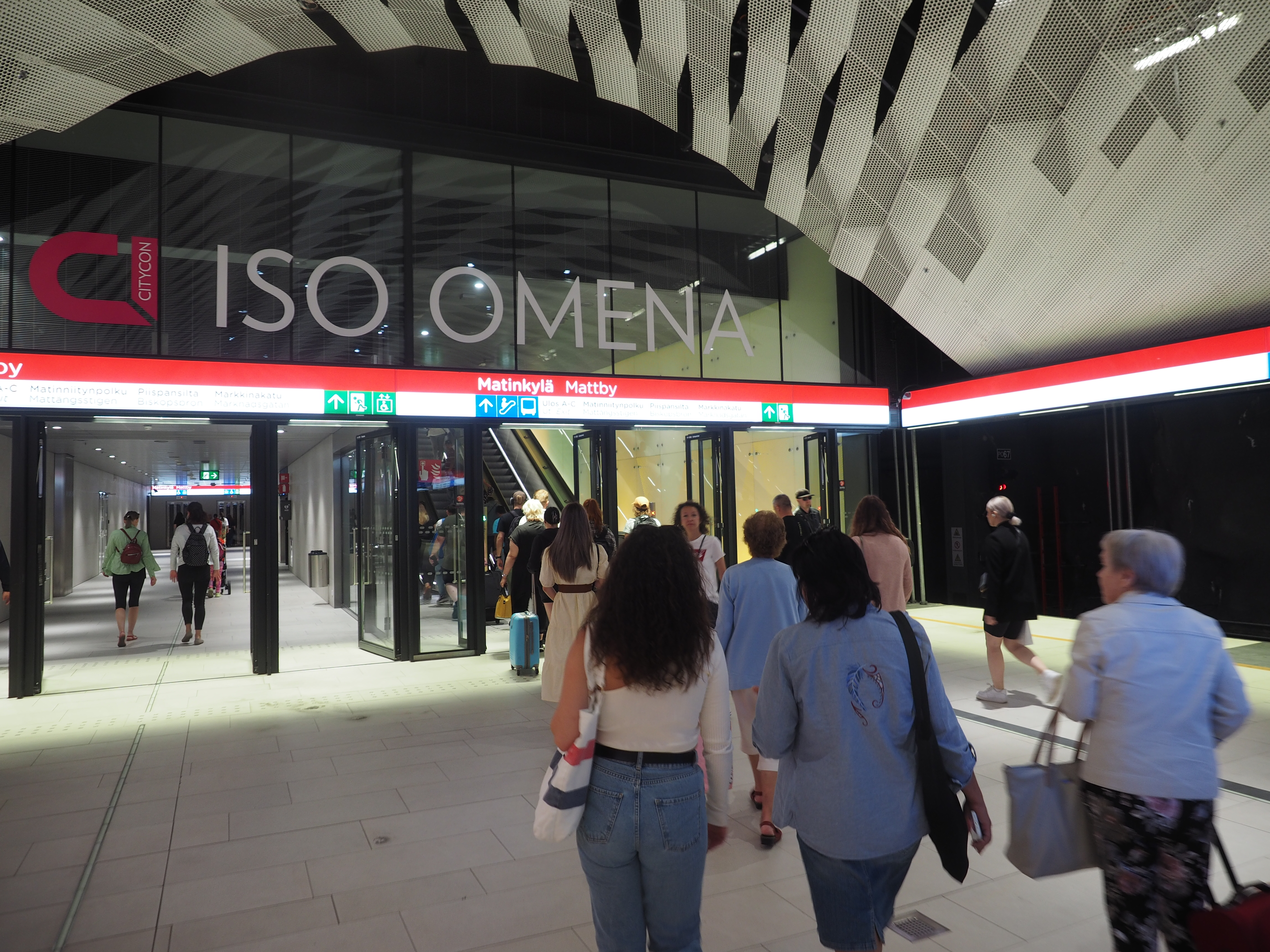
通往大苹果购物中心的出口
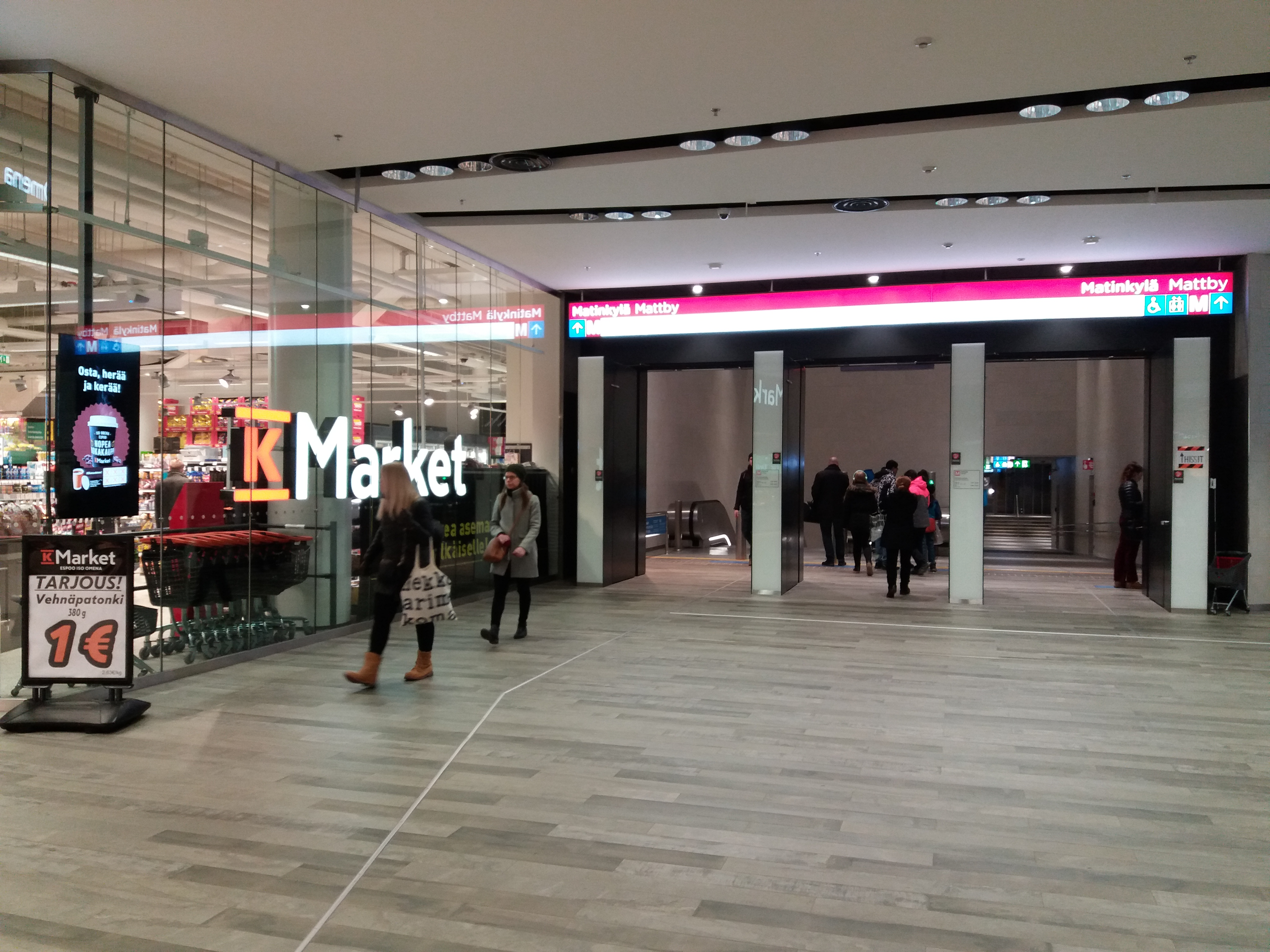
入口